# West Concord (Minnesota)
West Concord és una població dels Estats Units a l'estat de Minnesota. Segons el cens del 2000 tenia 836 habitants.

## Demografia
Segons el cens del 2000, West Concord tenia 836 habitants, 334 habitatges, i 230 famílies. La densitat de població era de 301,7 habitants per km².
Dels 334 habitatges en un 35,6% hi vivien nens de menys de 18 anys, en un 56,6% hi vivien parelles casades, en un 8,7% dones solteres, i en un 31,1% no eren unitats familiars. En el 26,3% dels habitatges hi vivien persones soles el 15% de les quals corresponia a persones de 65 anys o més que vivien soles. El nombre mitjà de persones vivint en cada habitatge era de 2,49 i el nombre mitjà de persones que vivien en cada família era de 3,01.
Per edats la població es repartia de la següent manera: un 27,8% tenia menys de 18 anys, un 8,1% entre 18 i 24, un 27,6% entre 25 i 44, un 17,9% de 45 a 60 i un 18,5% 65 anys o més.
L'edat mediana era de 35 anys. Per cada 100 dones de 18 o més anys hi havia 93,6 homes.
La renda mediana per habitatge era de 39.453 $ i la renda mediana per família de 48.438 $. Els homes tenien una renda mediana de 31.797 $ mentre que les dones 22.368 $. La renda per capita de la població era de 16.958 $. Entorn del 6% de les famílies i el 7,9% de la població estaven per davall del llindar de pobresa.

## Poblacions més properes
El següent diagrama mostra les poblacions més properes.